# Smart 5
Smart #5 (stilizat ca smart #5) este un vehicul electric cu baterie cu SUV crossover de dimensiuni medii dezvoltate și produs de Smart, o întreprindere comună între Mercedes-Benz Group și Geely. Acesta va fi cel de-al treilea vehicul produs de joint-venture. Modelul se bazează pe platforma vehiculului electric dezvoltată de Geely.

## Prezentare

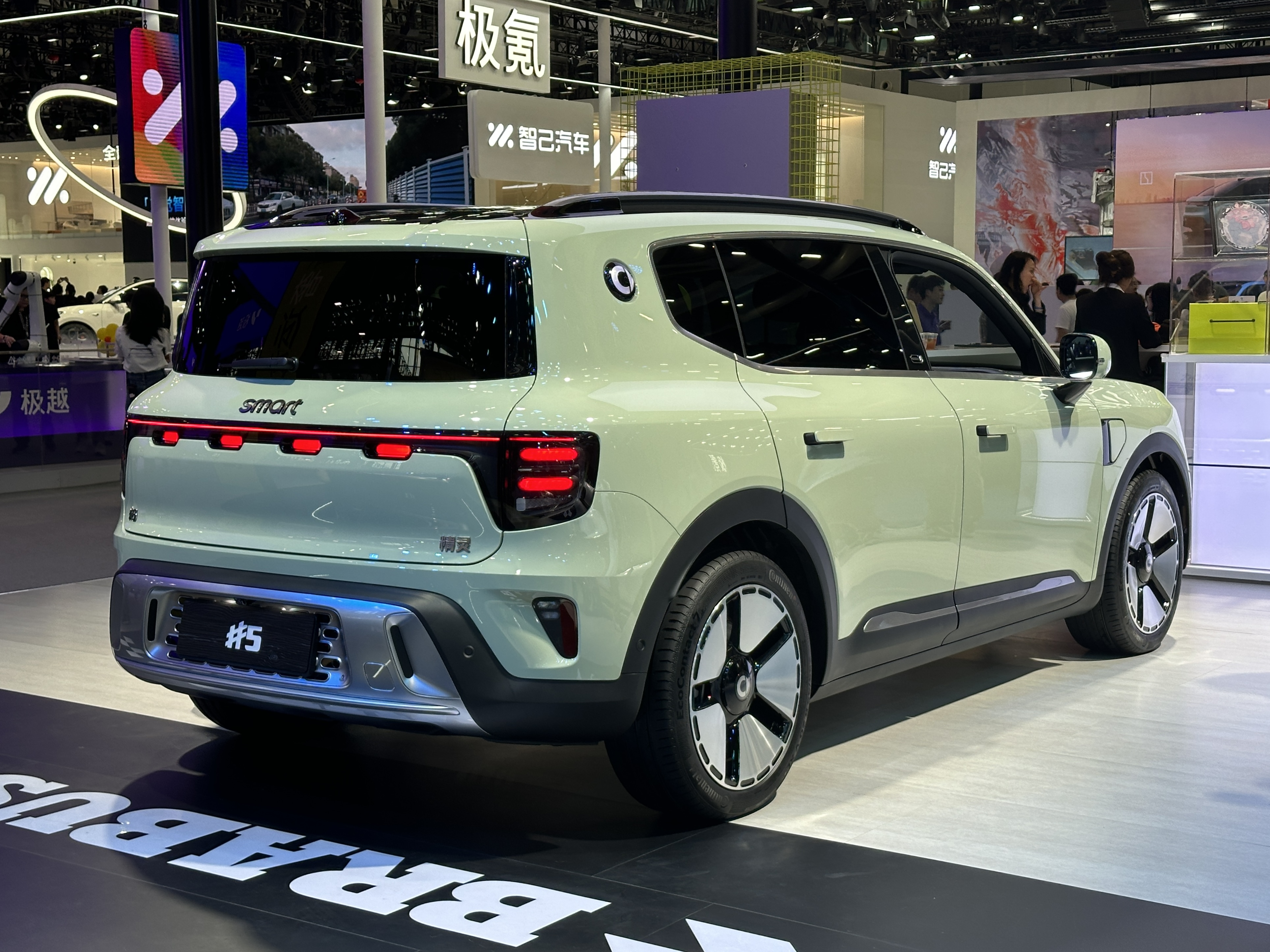
Smart #5 în spate

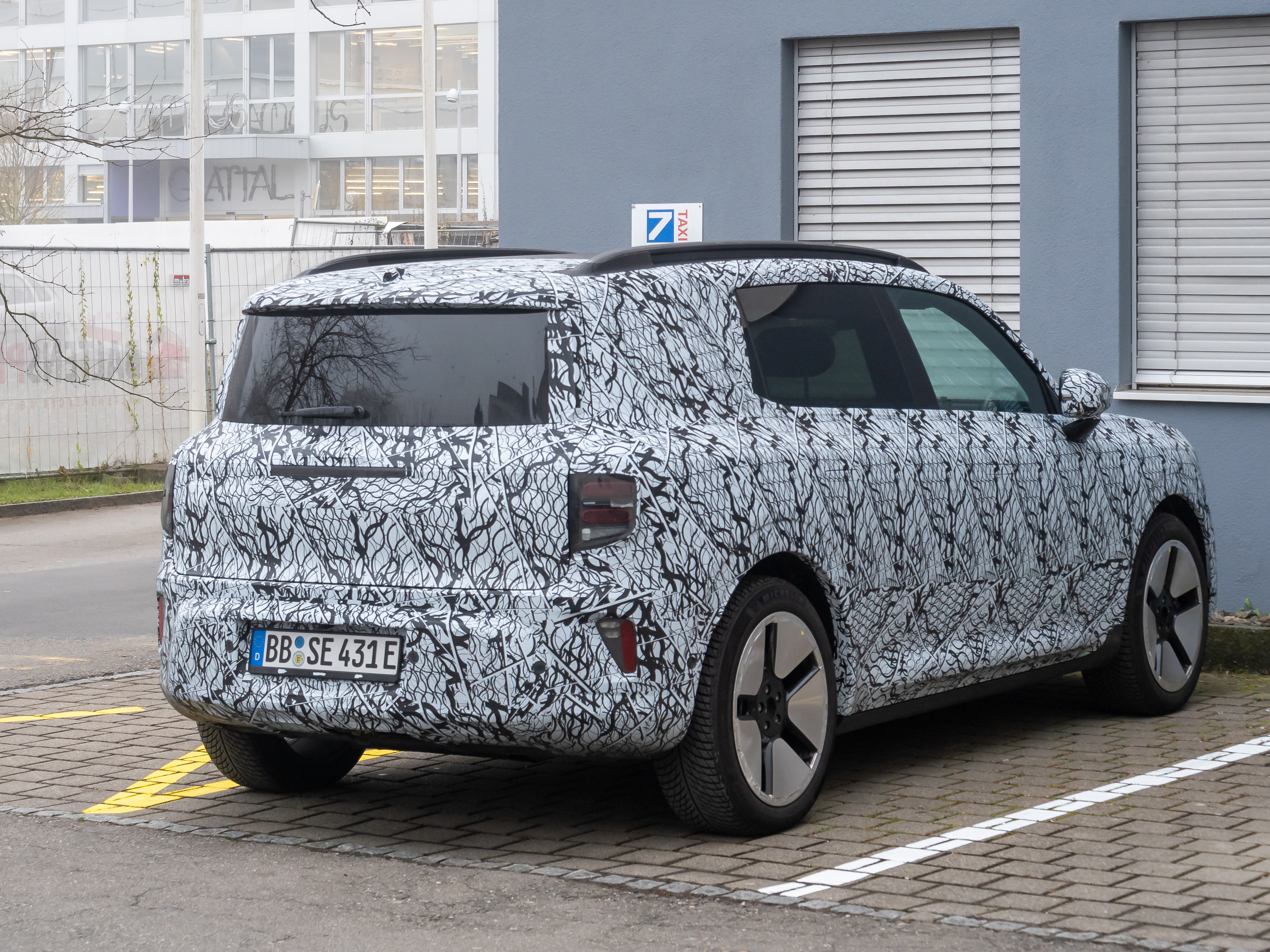
Dezvoltarea catârului în Elveția

Numărul 5 a fost dezvelit pe 13 iunie 2024. Modelul #5 oferă patru opțiuni de motorizare⁠(d).